# Kloster Palmaria
Koordinaten: 32° 50′ 21″ N, 35° 30′ 27″ O

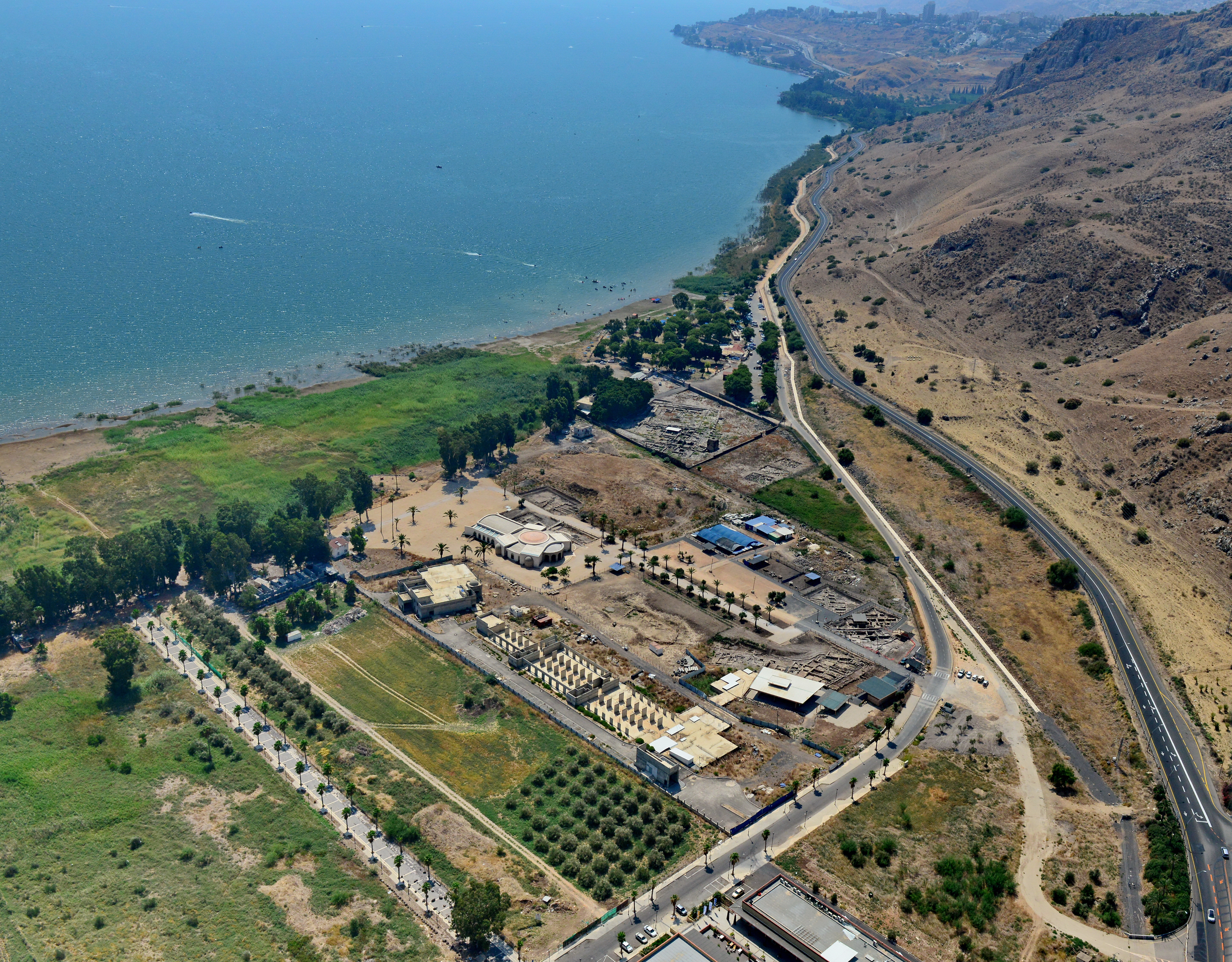
Archäologischer Park Magdala

Das Kloster Palmaria, auch Kloster Palmarea war zur Zeit des Lateinischen Königreichs Jerusalem eine kurzlebige Niederlassung des Benediktinerordens am Westufer des Sees Genezareth nördlich von Magdala, in der näheren Umgebung der Stadt Tiberias in Galiläa (Israel). Die Abtei wird 1138 als existierend erwähnt, und sie war um 1170 durch Misswirtschaft der Äbte in einen desolaten Zustand geraten. Nach 1170 wurde das Kloster vermutlich kurzzeitig als Priorat an die Kongregation von Cluny angeschlossen. Um 1180 wurde der Besitz des Klosters in das Kloster S. Salvator auf dem Berg Tabor inkorporiert und das Kloster Palmaria de facto aufgelöst.

## Lage
Die Lage des Klosters wird bzw. wurde in der Literatur kontrovers diskutiert. Während in älteren Arbeiten eine Lage nahe Haifa angenommen wurde – Reinhold Röhricht identifizierte in seinen „Studien zur mittelalterlichen Geographie und Topographie Syriens“ die Lage des Klosters Palmaria mit der „paumerie de Cayphe“ an der Küste zwischen Cayphas und Akkon, – wird heute eine Lage an der Westküste des Sees Genezareth nördlich von Magdala bzw. des heutigen Migdal allgemein akzeptiert. Bauliche Reste des Klosters sind nicht bekannt.

## Geschichte
Die Klostergründung muss zwischen 1131 und 1138 stattgefunden haben, da der spätere erste Abt Elias unter König Fulko (1131 bis 1143) in den lateinischen Osten gekommen war. Gründer war ein Gormundus de Tiberiade, der 1170 als advocatus, patronus et fundator des Klosters bezeichnet wird. Die Klostergründung geschah wohl vor 1138, denn am 5. Februar 1138 war Helias abbas Palmarie bereits Zeuge in einer Urkunde, die König Fulko in Jerusalem ausstellte. Gormundus war 1170 Besitzer der Herrschaft Bethsan, die sich Mitte des 12. Jahrhunderts vom Fürstentum Galiläa abgespalten hatte. Ein Gormundus von Tiberias/Bethsan ist von 1115 bis 1174 in den Urkunden nachgewiesen. Wahrscheinlich handelt es sich bei diesem Gormund von Tiberias/Bethsan aber nicht um eine Person, sondern um zwei gleichnamige: Vater und Sohn. In diesem Fall müsste dann aber der Sohn der Schenker und Gründer des Klosters Palmaria gewesen sein.
Das Kloster gehörte zum Bistum Tiberias, bzw. der Abt war ein Suffragan des Bischofs von Tiberias. Das Bistum Tiberias wurde aber bis etwa 1144 in Personalunion von dem Erzbischof von Nazareth verwaltet.
Nach der Vita Abbatis Eliae des Gerhard von Nazareth stammte der erste Abt Elias aus Südfrankreich; er war dort ein Lehrer für Grammatik. Er entschloss sich dann, als Pilger in das Heilige Land zu ziehen. Auf dem Weg dorthin und durch Italien hielt er sich eine Weile in Eremitenklöstern auf. Es wird vermutet, dass es ein Kamaldulenserkloster war, in dem Elias das asketische Leben eremitischer Mönche kennenlernte. Im Heiligen Land angekommen, sammelte er einige Eremiten in einer Höhle außerhalb von Jerusalem um sich. Eremitische Gemeinschaften ohne Ordensregeln wurden aber in Westeuropa wie auch im Königreich Jerusalem durch die kirchlichen Autoritäten misstrauisch beobachtet. Der lateinische Patriarch Wilhelm I. überredete schließlich Elias und seine Gefährten sich an das Kloster S. Maria im Tal Josaphat anzuschließen. Sie waren nun zwar keine Benediktinermönche, standen aber unter der Aufsicht des Abtes dieses Klosters. Elias wurde dann vor 1138 zum Abt des neu gegründeten Klosters Palmaria berufen. Vermutlich zogen auch etliche Gefährten aus seiner Eremitengemeinschaft mit ihm in das neue Kloster. Anfänglich wollte er das Kloster Palmerea an den Zisterzienserorden anschließen, doch Bernhard von Clairvaux lehnte es ab, im Heiligen Land ein Tochterkloster zu gründen.
Abt Elias war nicht glücklich mit seiner neuen Stellung als Vorsteher eines Klosters und war mit der Administration seines Klosters auch überfordert. Königin Melisende erlaubte ihm schließlich, dass er wieder einige Jahre in Jerusalem als Einsiedler leben durfte. Der Erzbischof von Nazareth nötigte ihn schließlich, in sein Kloster zurückzukehren. Trotz der Ablehnung des Bernhard von Clairvaux versuchte Abt Elias, in seinem Kloster im Wesentlichen die Zisterzienserregel einzuführen. Doch dies scheiterte an seinen Mitbrüdern, die ebenso wie er eher Eremiten waren und sich dem sehr reglementierten Leben und Tagesablauf der Zisterzienser nicht unterwerfen wollten. Elias wollte deshalb das Abtsamt resignieren, aber Patriarch Wilhelm von Jerusalem und der Erzbischof von Nazareth nahmen seine Resignation nicht an. Gegen Ende des Jahres 1140 wurde Elias krank. Einige von seinen Mitbrüdern in Jerusalem besuchten ihn und waren zugegen, als er starb.
Anscheinend hatte schon Abt Elias den Niedergang des Klosters durch mangelhafte Administration eingeleitet, und auch sein Nachfolger war in dieser Hinsicht nicht besser. Gerard von Nazareth berichtet von Abt Elias beispielsweise, dass er Geldspenden für sein Kloster zurückwies. Mit der Verwaltung der Besitzungen des Klosters war Elias überfordert. Es war ihm offensichtlich fremd, die Grundeinnahmen der Klosterbesitzungen auch einzuziehen. Offenbar war es schwer, einen Abt zu finden, der einerseits ein vorbildliches asketisches Leben führte und andererseits auch administrative Fähigkeiten hatte. Um 1170 schrieb König Amalrich I. an Papst Alexander III., dass der vorige Abt, der kürzlich gestorben war, das Eigentum des Klosters Palmaria so heruntergewirtschaftet hatte, dass das Kloster fast ohne Einnahmen dastand. Auch der namentlich nicht genannte derzeitige Abt zeige kein Engagement, die verlorenen Besitzungen des Klosters wieder zu bekommen. Der König war gut informiert über die wirtschaftliche Situation des Klosters, denn sein Gründer Gormund von Tiberias/Bethsan war einer seiner engsten Berater.
Um/nach 1170 war der Prior Theobald (oder Thibault/Thibaud) des Cluniazenzerpriorats von St-Arnoul in Crépy-en-Valois, der spätere Generalabt von Cluny und Kardinalbischof von Ostia, auf einer Pilgerreise in das Heilige Land. Er trug dort vor, man möge doch dem Kloster Cluny im Heiligen Land eine Kirche übergeben, damit Cluny auch im Heiligen Land vertreten sei. Er erhielt zwar nicht sofort das Gewünschte, aber Bischof Wilhelm von Akkon billigte ihm die Gründung eines Klosters in seinem Bistum zu, unter Vorbehalt der Parochialrechte. Anscheinend kam der Wunsch des Priors Theobald auch dem Gormundus von Tiberias/Bethsan zu Ohren. Er schlug vor, anstatt einer Neugründung das Kloster Palmaria an die Abtei Cluny zu übertragen und es zu reformieren. Er trug diese Idee König Amalrich vor.
Um/nach 1170 bat König Amalrich I. den Papst in einem Brief, er möge doch veranlassen, dass die Abtei Cluny einen Abt oder Prior und drei bis vier Mönche schicken solle, um das Kloster Palmaria zu reformieren. Papst Alexander III. wollte in seiner Antwort noch geklärt wissen, ob die Entscheidung ihm zustehe oder ob der Bischof von Tiberias zuständig wäre. Dann müsste der Bischof von Tiberias entsprechend unterrichtet und veranlasst werden, diese Entscheidung zu treffen. Benjamin Kedar wie auch Hamilton und Jotschky nehmen an, dass die Abtei Palmaria dann tatsächlich an das Kloster Cluny übertragen und für wenige Jahre ein Priorat dieses Klosters wurde.
Eine Unsicherheit resultiert aus einer Urkunde von 1180, die sich im Archiv der Johanniter befand. Darin übertrug eine Frau namens Ahuhisa (Aloisia/Louisa), Herrin von Palmerium 1180 den Besitz eines (früheren) Priorats Palmerium an das Benediktinerkloster S. Salvator auf dem Berg Tabor. Nach dieser Urkunde soll der damalige Abt Johannes des Tabor-Klosters der frühere Prior des Priorats Palmerium gewesen sein. Von einem Abt oder einer Abtei Palmaria ist in der Urkunde keine Rede (mehr). Unter den Zeugen für die Transaktion sind wichtige Persönlichkeiten wie der Erzbischof von Nazareth, der Bischof von Lydda und weitere hochrangige Geistliche, sieben Ritter und 13 Turkopolen.
Die Urkunde führte allerdings zu unterschiedlichen Annahmen zur Lage des Klosters Palmaria und des Priorats Palmerium. Nach Rudolf Hiestand war das in der Urkunde genannte ehemalige Priorat Palmerium nicht mit der Abtei Palmeria identisch. Während das ehemalige Priorat Palmerium ein Ort nicht weit vom Berg Tabor entfernt gewesen sein soll, lag das Kloster Palmaria bei Tiberias am See Genezareth lag (zur Information: der Berg Tabor liegt 18 km von Tiberias entfernt). Hamilton und Jotischky nehmen dagegen an, dass das Kloster Palmaria tatsächlich an den cluniazensischen Klosterverband übertragen wurde und zu einem Priorat des Klosters Cluny wurde. Der in den 1170er Jahren eingesetzte Prior Johannes des Klosters Palmaria wäre nach 1175 zum Abt des Tabor-Klosters gewählt worden (1175 letztmalige Nennung des Vorgängers Guarinus). 1180 wurden die Besitzungen des Klosters Palmaria, nun ein Priorat des cluniazenischen Klosterverbandes, an das Tabor-Kloster übertragen. Nach Hiestands Interpretation wäre es schwer verständlich, warum ein zweiter Ort Palmerium und sein Kloster, ganz in der Nähe des Berges Tabor, nicht schon in irgendeiner früheren (oder auch späteren) Urkunde erwähnt worden sein soll (z. B. auch in einem Pilgerbericht oder im Zusammenhang mit dem Tabor-Kloster). Dieses zweite Palmerium am Berg Tabor müsste zudem ein bedeutender Ort gewesen sein mit einem fränkischen Herrensitz (Ahuhisa, Herrin von Palmerium), von dem noch mehrere Vasallen abhängig waren. Palmaria am See Genezareth war ein größerer Ort, der diese Anforderungen erfüllt. Eine längere Diskussion zu den weniger wahrscheinlichen Interpretationen der obigen Urkunde von 1180 findet sich in der Arbeit von Denys Pringle.
Die Geschichte des Klosters/Priorats Palmaria endete mit der Übernahme durch das Tabor-Kloster. Der Berg Tabor und sein Kloster wurde 1187 von Saladin erobert, und die Mönche des Klosters flohen nach Akkon, wo das Exil-Kloster noch bis 1255/56 bestand.

## Vorsteher
- 1138 bis 1140 Elias, Abt[8][9]
- 1140 bis nach 1170 NN., Abt
- nach 1170 bis nach 1175/vor 1180 Johannes, Prior, 1180 Abt des Klosters S. Salvator auf dem Berg Tabor